# Mobárake megye

Iszfahán tartomány megyéinek elhelyezkedése

Mobárake megye (perzsául: شهرستان مبارکه ) Irán Iszfahán tartományának egyik délnyugati megyéje az ország középső részén. Északon Falvárdzsán, keleten Iszfahán, délkeleten Sahrezá, délen Dehágán megyék, nyugatról Csahármahál és Bahtijári tartomány határolják. Székhelye Mobárake városa. Második legnagyobb városa a 17 000 fős Dizicheh. További városai: Talkhvoncheh, Zibashahr, valamint Karkevand. A megye lakossága 132 925 fő, területe 1 024 km². A megye két további kerületre oszlik: Központi kerület és Garkan-e Jonubi kerület.

## Fordítás
- Ez a szócikk részben vagy egészben  a   Mobarakeh County című angol Wikipédia-szócikk ezen változatának fordításán alapul.  Az eredeti cikk szerkesztőit annak laptörténete sorolja fel. Ez a jelzés csupán a megfogalmazás eredetét és a szerzői jogokat jelzi, nem szolgál a cikkben szereplő információk forrásmegjelöléseként.